# Andrew Strauss
Andrew Strauss (nacido el 2 de marzo de 1977) es un exjugador de críquet inglés. El 29 de agosto de 2012, Strauss anunció su retiro del cricket después de jugar 100 partidos de Test Cricket. Strauss fue galardonado con el OBE en la lista 2011 Honores de cumpleaños.

## Carrera internacional de críquet
Strauss nació en Johannesburgo en 1977 y jugó para Inglaterra por primera vez en noviembre de 2003. Más tarde se convirtió en capitán de Inglaterra y llevó al equipo a dos victorias de Ashes. Jugó 100 partidos de Test Cricket, en los que anotó 7037 carreras con un promedio de 40,91. Fue capitán en exactamente la mitad de ellos. Jugó partidos internacionales de un día, donde anotó 4.205 carreras en 127 juegos. En 1998, Strauss hizo su debut en primera clase y su debut en One Day International (ODI) en Sri Lanka en 2003. En 2004 hizo su debut en Test Cricket reemplazando al lesionado Michael Vaughan en Lord's contra Nueva Zelanda.

## Vida personal
Estudió Economía en la Universidad de Durham.